# Frank Lebœuf
Frank Lebœuf (Marsiglia, 22 gennaio 1968) è un attore ed ex calciatore francese, di ruolo difensore.
Pur non da titolare della nazionale francese, vinse il campionato del mondo 1998. Può anche fregiarsi del titolo di campione d'Europa, avendo fatto parte della rosa francese al campionato d'Europa 2000.

## Carriera

### Club
Nato a Marsiglia, cominciò la carriera nel 1986 nelle divisioni minori del campionato francese. Nel 1988 si trasferì al Laval e tre anni più tardi allo Strasburgo. Nel 1995 vinse la Coppa Intertoto e nel 1996 fu acquistato dal Chelsea, club della Premier League inglese, per 2,5 milioni di sterline. Giocò oltre 200 partite con la squadra britannica, segnando 24 gol, solitamente su calcio di rigore o sugli sviluppi di un calcio piazzato. Con il Chelsea vinse due FA Cup, una League Cup, una Supercoppa d'Inghilterra, una Coppa delle Coppe e una Supercoppa europea.
Nel 2001 andò a giocare nella squadra della sua città, l'Olympique Marsiglia, prima di chiudere la carriera militando nel 2003-2004 nell'Al-Sadd, formazione con cui vinse il campionato qatariota nel 2004. Da difensore calciò oltre 20 rigori con la maglia del Chelsea, fallendone soltanto uno.

### Nazionale
Conta 50 presenze e 5 gol in nazionale. Debuttò con la sua selezione nel 1995, per poi prendere parte al campionato d'Europa 1996. Panchinaro nella felice partecipazione al Mondiale casalingo della Francia nel 1998, giocò la finale vinta per 3-0 contro il Brasile al posto dello squalificato Laurent Blanc, espulso in semifinale e squalificato. Fu anche campione d'Europa nel 2000, avendo fatto parte della rosa campione del torneo disputatosi in Belgio e Paesi Bassi. Dopo aver vinto la Confederations Cup 2001, partecipò al campionato del mondo 2002.

## Statistiche

### Presenze e reti nei club
| Stagione            | Squadra             | Campionato          | Campionato | Campionato | Coppe nazionali | Coppe nazionali | Coppe nazionali | Coppe continentali | Coppe continentali | Coppe continentali | Altre coppe | Altre coppe | Altre coppe | Totale | Totale |
| Stagione            | Squadra             | Comp                | Pres       | Reti       | Comp            | Pres            | Reti            | Comp               | Pres               | Reti               | Comp        | Pres        | Reti        | Pres   | Reti   |
| ------------------- | ------------------- | ------------------- | ---------- | ---------- | --------------- | --------------- | --------------- | ------------------ | ------------------ | ------------------ | ----------- | ----------- | ----------- | ------ | ------ |
| 1984-1985           | Tolone B            | D3                  | 3          | 0          | -               | -               | -               | -                  | -                  | -                  | -           | -           | -           | 3      | 0      |
| 1985-1986           | Tolone B            | D3                  | 9          | 0          | -               | -               | -               | -                  | -                  | -                  | -           | -           | -           | 9      | 0      |
| Totale Tolone B     | Totale Tolone B     | Totale Tolone B     | 12         | 0          |                 | -               | -               |                    | -                  | -                  |             | -           | -           | 12     | 0      |
| 1986-gen. 1987      | Hyères              | D3                  | 14         | 3          | CF              | -               | -               | -                  | -                  | -                  | -           | -           | -           | 14     | 3      |
| gen.-giu. 1987      | Meaux               | D3                  | 12         | 3          | CF              | -               | -               | -                  | -                  | -                  | -           | -           | -           | 12     | 3      |
| 1987-1988           | Meaux               | D3                  | 27         | 0          | CF              | -               | -               | -                  | -                  | -                  | -           | -           | -           | 27     | 0      |
| Totale Meaux        | Totale Meaux        | Totale Meaux        | 39         | 3          |                 | -               | -               |                    | -                  | -                  |             | -           | -           | 39     | 3      |
| 1988-1989           | Laval               | D1                  | 21         | 0          | CF              | 1               | 0               | -                  | -                  | -                  | -           | -           | -           | 22     | 0      |
| 1989-1990           | Laval               | D2                  | 32         | 2          | CF              | 2               | 0               | -                  | -                  | -                  | -           | -           | -           | 34     | 2      |
| 1990-gen. 1991      | Laval               | D2                  | 16         | 9          | CF              | -               | -               | -                  | -                  | -                  | -           | -           | -           | 16     | 9      |
| Totale Laval        | Totale Laval        | Totale Laval        | 69         | 11         |                 | 3               | 0               |                    | -                  | -                  |             | -           | -           | 72     | 11     |
| gen.-giu. 1991      | Strasburgo          | D2                  | 20         | 10         | CF              | 1               | 0               | -                  | -                  | -                  | -           | -           | -           | 21     | 10     |
| 1991-1992           | Strasburgo          | D2                  | 36         | 10         | CF              | -               | -               | -                  | -                  | -                  | -           | -           | -           | 36     | 10     |
| 1992-1993           | Strasburgo          | D1                  | 36         | 11         | CF              | 1               | 0               | -                  | -                  | -                  | -           | -           | -           | 37     | 11     |
| 1993-1994           | Strasburgo          | D1                  | 36         | 6          | CF              | 1               | 0               | -                  | -                  | -                  | -           | -           | -           | 37     | 6      |
| 1994-1995           | Strasburgo          | D1                  | 34         | 7          | CF+CdL          | 6+1             | 2+0             | -                  | -                  | -                  | -           | -           | -           | 41     | 9      |
| 1995-1996           | Strasburgo          | D1                  | 35         | 4          | CF+CdL          | 3+0             | 1               | Int+CU             | 5+5                | 2+1                | -           | -           | -           | 48     | 8      |
| Totale Strasburgo   | Totale Strasburgo   | Totale Strasburgo   | 197        | 48         |                 | 13              | 3               |                    | 10                 | 3                  |             | -           | -           | 220    | 54     |
| 1996-1997           | Chelsea             | PL                  | 26         | 6          | FACup+CdL       | 7+2             | 1+0             | -                  | -                  | -                  | -           | -           | -           | 35     | 7      |
| 1997-1998           | Chelsea             | PL                  | 32         | 5          | FACup+CdL       | 1+4             | 0               | CdC                | 9                  | 1                  | CS          | 1           | 0           | 47     | 6      |
| 1998-1999           | Chelsea             | PL                  | 33         | 4          | FACup+CdL       | 4+2             | 1+1             | CdC                | 6                  | 1                  | SU          | 1           | 0           | 46     | 7      |
| 1999-2000           | Chelsea             | PL                  | 28         | 2          | FACup+CdL       | 4+0             | 1               | UCL                | 14                 | 1                  | -           | -           | -           | 46     | 4      |
| 2000-2001           | Chelsea             | PL                  | 25         | 0          | FACup+CdL       | 2+0             | 0               | CU                 | 2                  | 0                  | CS          | 1           | 0           | 30     | 0      |
| Totale Chelsea      | Totale Chelsea      | Totale Chelsea      | 144        | 17         |                 | 26              | 4               |                    | 31                 | 3                  |             | 3           | 0           | 204    | 24     |
| 2001-2002           | O. Marsiglia        | D1                  | 25         | 3          | CF+CdL          | 2+0             | 1               | -                  | -                  | -                  | -           | -           | -           | 27     | 4      |
| 2002-2003           | O. Marsiglia        | L1                  | 26         | 2          | CF+CdL          | 2+1             | 0               | -                  | -                  | -                  | -           | -           | -           | 29     | 2      |
| Totale O. Marsiglia | Totale O. Marsiglia | Totale O. Marsiglia | 51         | 5          |                 | 5               | 1               |                    | -                  | -                  |             | -           | -           | 56     | 6      |
| 2003-2004           | Al-Sadd             | QL                  | 17         | 6          | -               | -               | -               | -                  | -                  | -                  | -           | -           | -           | 17     | 3      |
| 2004-2005           | Al-Wakrah           | QL                  | 10         | 2          | -               | -               | -               | -                  | -                  | -                  | -           | -           | -           | 10     | 2      |
| Totale carriera     | Totale carriera     | Totale carriera     | 539        | 95         |                 | 47              | 8               |                    | 41                 | 6                  |             | 3           | 0           | 630    | 109    |

### Cronologia presenze e reti in nazionale
| Cronologia completa delle presenze e delle reti in nazionale ― Francia | Cronologia completa delle presenze e delle reti in nazionale ― Francia | Cronologia completa delle presenze e delle reti in nazionale ― Francia | Cronologia completa delle presenze e delle reti in nazionale ― Francia | Cronologia completa delle presenze e delle reti in nazionale ― Francia | Cronologia completa delle presenze e delle reti in nazionale ― Francia | Cronologia completa delle presenze e delle reti in nazionale ― Francia | Cronologia completa delle presenze e delle reti in nazionale ― Francia |
| Data                                                                   | Città                                                                  | In casa                                                                | Risultato                                                              | Ospiti                                                                 | Competizione                                                           | Reti                                                                   | Note                                                                   |
| ---------------------------------------------------------------------- | ---------------------------------------------------------------------- | ---------------------------------------------------------------------- | ---------------------------------------------------------------------- | ---------------------------------------------------------------------- | ---------------------------------------------------------------------- | ---------------------------------------------------------------------- | ---------------------------------------------------------------------- |
| 22-7-1995                                                              | Oslo                                                                   | Norvegia                                                               | 0 – 0                                                                  | Francia                                                                | Amichevole                                                             | -                                                                      | 68’                                                                    |
| 16-8-1995                                                              | Parigi                                                                 | Francia                                                                | 1 – 1                                                                  | Polonia                                                                | Qual. Euro 1996                                                        | -                                                                      | 69’                                                                    |
| 6-9-1995                                                               | Auxerre                                                                | Francia                                                                | 10 – 0                                                                 | Azerbaigian                                                            | Qual. Euro 1996                                                        | 2                                                                      |                                                                        |
| 11-10-1995                                                             | Bucarest                                                               | Romania                                                                | 1 – 3                                                                  | Francia                                                                | Qual. Euro 1996                                                        | -                                                                      | 17’                                                                    |
| 15-11-1995                                                             | Caen                                                                   | Francia                                                                | 2 – 0                                                                  | Israele                                                                | Qual. Euro 1996                                                        | -                                                                      |                                                                        |
| 24-1-1996                                                              | Parigi                                                                 | Francia                                                                | 3 – 2                                                                  | Portogallo                                                             | Amichevole                                                             | -                                                                      |                                                                        |
| 21-2-1996                                                              | Nîmes                                                                  | Francia                                                                | 3 – 1                                                                  | Grecia                                                                 | Amichevole                                                             | -                                                                      | 46’ 56’                                                                |
| 29-5-1996                                                              | Strasburgo                                                             | Francia                                                                | 2 – 0                                                                  | Finlandia                                                              | Amichevole                                                             | -                                                                      |                                                                        |
| 31-8-1996                                                              | Parigi                                                                 | Francia                                                                | 2 – 0                                                                  | Messico                                                                | Amichevole                                                             | -                                                                      | 46’ 88’                                                                |
| 11-6-1997                                                              | Parigi                                                                 | Francia                                                                | 2 – 2                                                                  | Italia                                                                 | Torneo di Francia                                                      | -                                                                      | 88’                                                                    |
| 28-1-1998                                                              | Saint-Denis                                                            | Francia                                                                | 1 – 0                                                                  | Spagna                                                                 | Amichevole                                                             | -                                                                      | 90+5’                                                                  |
| 25-3-1998                                                              | Mosca                                                                  | Russia                                                                 | 1 – 0                                                                  | Francia                                                                | Amichevole                                                             | -                                                                      |                                                                        |
| 29-5-1998                                                              | Casablanca                                                             | Marocco                                                                | 2 – 2                                                                  | Francia                                                                | Torneo Re Hassan II 1998                                               | -                                                                      | 43’                                                                    |
| 24-6-1998                                                              | Lione                                                                  | Danimarca                                                              | 1 – 2                                                                  | Francia                                                                | Mondiali 1998 - 1º turno                                               | -                                                                      |                                                                        |
| 8-7-1998                                                               | Saint-Denis                                                            | Francia                                                                | 2 – 1                                                                  | Croazia                                                                | Mondiali 1998 - Semifinale                                             | -                                                                      | 74’                                                                    |
| 12-7-1998                                                              | Saint-Denis                                                            | Brasile                                                                | 0 – 3                                                                  | Francia                                                                | Mondiali 1998 - Finale                                                 | -                                                                      | [ 1 ]                                                                  |
| 19-8-1998                                                              | Vienna                                                                 | Austria                                                                | 2 – 2                                                                  | Francia                                                                | Amichevole                                                             | -                                                                      | 56’ 79’                                                                |
| 5-9-1998                                                               | Reykjavík                                                              | Islanda                                                                | 1 – 1                                                                  | Francia                                                                | Qual. Euro 2000                                                        | -                                                                      |                                                                        |
| 14-10-1998                                                             | Saint-Denis                                                            | Francia                                                                | 2 – 0                                                                  | Andorra                                                                | Qual. Euro 2000                                                        | -                                                                      |                                                                        |
| 20-1-1999                                                              | Marsiglia                                                              | Francia                                                                | 1 – 0                                                                  | Marocco                                                                | Amichevole                                                             | -                                                                      | 46’                                                                    |
| 10-2-1999                                                              | Londra                                                                 | Inghilterra                                                            | 0 – 2                                                                  | Francia                                                                | Amichevole                                                             | -                                                                      | 46’                                                                    |
| 9-6-1999                                                               | Barcellona                                                             | Andorra                                                                | 0 – 1                                                                  | Francia                                                                | Qual. Euro 2000                                                        | 1                                                                      | 63’                                                                    |
| 18-8-1999                                                              | Belfast                                                                | Irlanda del Nord                                                       | 0 – 1                                                                  | Francia                                                                | Amichevole                                                             | -                                                                      | 65’                                                                    |
| 13-11-1999                                                             | Saint-Denis                                                            | Francia                                                                | 3 – 0                                                                  | Croazia                                                                | Amichevole                                                             | -                                                                      |                                                                        |
| 23-2-2000                                                              | Saint-Denis                                                            | Francia                                                                | 1 – 0                                                                  | Polonia                                                                | Amichevole                                                             | -                                                                      | 46’                                                                    |
| 26-4-2000                                                              | Saint-Denis                                                            | Francia                                                                | 3 – 2                                                                  | Slovenia                                                               | Amichevole                                                             | -                                                                      |                                                                        |
| 28-5-2000                                                              | Zagabria                                                               | Croazia                                                                | 0 – 2                                                                  | Francia                                                                | Amichevole                                                             | -                                                                      | 75’                                                                    |
| 4-6-2000                                                               | Casablanca                                                             | Giappone                                                               | 2 – 2 (2 – 4 dtr)                                                      | Francia                                                                | Torneo Re Hassan II 2000                                               | -                                                                      | 67’                                                                    |
| 6-6-2000                                                               | Casablanca                                                             | Marocco                                                                | 1 – 5                                                                  | Francia                                                                | Torneo Re Hassan II 2000                                               | -                                                                      | 81’                                                                    |
| 21-6-2000                                                              | Amsterdam                                                              | Paesi Bassi                                                            | 3 – 2                                                                  | Francia                                                                | Euro 2000 - 1º turno                                                   | -                                                                      |                                                                        |
| 16-8-2000                                                              | Marsiglia                                                              | Francia                                                                | 5 – 1                                                                  | World Stars                                                            | Amichevole                                                             | -                                                                      | 51’                                                                    |
| 2-9-2000                                                               | Saint-Denis                                                            | Francia                                                                | 1 – 1                                                                  | Inghilterra                                                            | Amichevole                                                             | -                                                                      | 59’                                                                    |
| 4-10-2000                                                              | Saint-Denis                                                            | Francia                                                                | 1 – 1                                                                  | Camerun                                                                | Amichevole                                                             | -                                                                      |                                                                        |
| 7-10-2000                                                              | Johannesburg                                                           | Sudafrica                                                              | 0 – 0                                                                  | Francia                                                                | Amichevole                                                             | -                                                                      | 59’                                                                    |
| 15-11-2000                                                             | Istanbul                                                               | Turchia                                                                | 0 – 4                                                                  | Francia                                                                | Amichevole                                                             | -                                                                      |                                                                        |
| 27-2-2001                                                              | Saint-Étienne                                                          | Francia                                                                | 1 – 0                                                                  | Germania                                                               | Amichevole                                                             | -                                                                      |                                                                        |
| 24-3-2001                                                              | Saint-Denis                                                            | Francia                                                                | 5 – 0                                                                  | Giappone                                                               | Amichevole                                                             | -                                                                      | 35’                                                                    |
| 1-6-2001                                                               | Taegu                                                                  | Australia                                                              | 1 – 0                                                                  | Francia                                                                | Conf. Cup 2001 - 1º turno                                              | -                                                                      | 59’, 78’                                                               |
| 7-6-2001                                                               | Suwon                                                                  | Francia                                                                | 2 – 1                                                                  | Brasile                                                                | Conf. Cup 2001 - Semifinale                                            | -                                                                      |                                                                        |
| 10-6-2001                                                              | Yokohama                                                               | Giappone                                                               | 0 – 1                                                                  | Francia                                                                | Conf. Cup 2001 - Finale                                                | -                                                                      |                                                                        |
| 15-8-2001                                                              | Nantes                                                                 | Francia                                                                | 1 – 0                                                                  | Danimarca                                                              | Amichevole                                                             | -                                                                      |                                                                        |
| 1-9-2001                                                               | Santiago del Cile                                                      | Cile                                                                   | 2 – 1                                                                  | Francia                                                                | Amichevole                                                             | -                                                                      | 46’ 56’                                                                |
| 6-10-2001                                                              | Bordeaux                                                               | Francia                                                                | 4 – 1                                                                  | Algeria                                                                | Amichevole                                                             | -                                                                      | 46’                                                                    |
| 11-11-2001                                                             | Melbourne                                                              | Australia                                                              | 1 – 1                                                                  | Francia                                                                | Amichevole                                                             | -                                                                      |                                                                        |
| 27-3-2002                                                              | Saint-Denis                                                            | Francia                                                                | 5 – 0                                                                  | Scozia                                                                 | Amichevole                                                             | -                                                                      | 64’                                                                    |
| 17-4-2002                                                              | Saint-Denis                                                            | Francia                                                                | 0 – 0                                                                  | Russia                                                                 | Amichevole                                                             | -                                                                      | 46’                                                                    |
| 18-5-2002                                                              | Saint-Denis                                                            | Francia                                                                | 1 – 2                                                                  | Belgio                                                                 | Amichevole                                                             | -                                                                      | 17’                                                                    |
| 26-5-2002                                                              | Suwon                                                                  | Corea del Sud                                                          | 2 – 3                                                                  | Francia                                                                | Amichevole                                                             | 1                                                                      |                                                                        |
| 31-5-2002                                                              | Seul                                                                   | Senegal                                                                | 1 – 0                                                                  | Francia                                                                | Mondiali 2002 - 1º turno                                               | -                                                                      |                                                                        |
| 6-6-2002                                                               | Pusan                                                                  | Francia                                                                | 0 – 0                                                                  | Uruguay                                                                | Mondiali 2002 - 1º turno                                               | -                                                                      | 16’                                                                    |
| Totale                                                                 |                                                                        | Presenze                                                               | 50                                                                     |                                                                        | Reti                                                                   | 4                                                                      |                                                                        |

## Palmarès

### Club

#### Competizioni nazionali
- Coppa d'Inghilterra: 2

Chelsea: 1996-1997, 1999-2000
- Coppa di Lega inglese: 1

Chelsea: 1997-1998
- Charity Shield: 1

Chelsea: 2000
- Campionato qatariota: 1

Al-Sadd: 2004

#### Competizioni internazionali
- Coppa Intertoto UEFA: 1

Strasburgo: 1995
- Coppa delle Coppe: 1

Chelsea: 1997-1998
- Supercoppa UEFA: 1

Chelsea: 1998

#### Nazionale
- Campionato mondiale: 1

1998
- Campionato d'Europa: 1

2000
- Confederations Cup: 1

2001

## Filmografia
- A torto o a ragione, regia di István Szabó (2001)
- La teoria del tutto (The Theory of Everything), regia di James Marsh (2014)